# Ian Hogg
Ian Vernon Hogg (* 1. Januar 1926 in Durham, England; † 7. März 2002) war ein britischer Offizier und Autor, der mehr als 150 Bücher zur Militärgeschichte und zur Wehrtechnik veröffentlichte oder herausgab. Auch etliche Biografien bedeutender Generäle wurden von ihm verfasst.

## Vita
Ian Hogg meldete sich im April 1945 zur Artillerie des britischen Heeres. Im Zweiten Weltkrieg diente er sowohl in Europa, als auch in Ostasien. Nach dem Krieg blieb er im Heer und nahm in den frühen 1950er Jahren am Koreakrieg teil. Am Ende seiner 27-jährigen Dienstzeit im britischen Heer lehrte im Offiziersrang eines „Master Gunners“ am Royal Military College of Science in Shrivenham, das später zum Defence Academy of the United Kingdom wurde. Schwerpunkte seines Unterrichts waren die Bereiche Feuerwaffen, Artillerie, ihre Munition und ihre Verwendung.

## Werke
In den späten 1960er Jahren veröffentlichte er sein erstes Buch. Nach seiner Dienstzeit widmete er sich wissenschaftlichen Arbeiten zur Militärhistorie und zur Waffentechnik mit Artillerie, Militärfahrzeugen, Munition, Feuerwaffen, und Festungsbau sowie seinen Veröffentlichungen. Er war von 1972 bis 1994 Mitherausgeber von Jane’s Infantry Weapons und publizierte zahlreiche Aufsätze in Fachzeitschriften.  Insgesamt verfasste Ian Hogg etwa 150 Bücher zu Themen Militärgeschichte und der Wehrtechnik. Seine Bücher wurden in etliche Sprachen übersetzt, wobei die meisten seiner Bücher in deutscher Sprache vom Motorbuchverlag verlegt wurden. Durch Übertragungsfehler wurde Hoggs Name Ian V. Hogg in manchen Bücherkatalogen zu Ivan Hogg verfälscht, was die Suche nach seinen Veröffentlichungen erschwert.

## Schriften
- Deutsche Übersetzungen (Auswahl):
  - Meilensteine der Waffengeschichte. Motorbuchverlag, Stuttgart 1990, ISBN 3-613-01325-8 (Originaltitel: The book of guns and gunsmiths. Übersetzt von S. H. G. Murlowski).
  - Die deutschen Pistolen und Revolver; 1871–1945. Motorbuchverlag, Stuttgart 1979, ISBN 3-87943-259-7 (Originaltitel: German pistols and revolvers. Übersetzt von Horst Michalowski).
  - Maschinenpistolen. Motorbuchverlag, Stuttgart 2005, ISBN 978-3-613-02473-1 (Originaltitel: Submachine guns. Übersetzt von Manfred R. Rosenberger).
  - Artillerie des zwanzigsten Jahrhunderts. Gondrom Verlag, Bindlach 2001, ISBN 3-8112-1878-6 (Originaltitel: Twentieth-century artillery. Übersetzt von Alexander Lüdeke).

- Englische Originaltitel (Auswahl):
  - The complete illustrated encyclopedia of the world's firearms. A & W Publishers, New York 1978, ISBN 0-89479-031-5 (Onlinevorschau – Internet Archive).
  - The encyclopedia of weaponry. Secaucus, N.J.: Wellfleet Press, New York 1992, ISBN 978-1-55521-758-7 (Onlinevorschau – Internet Archive).
  - Twentieth-century artillery. Barnes & Noble Books, New York 2000, ISBN 978-0-7607-1994-7 (Onlinevorschau – Internet Archive).
  - The complete handgun: 1300 to the present. Gallery Books, New York 1996, ISBN 978-0-8317-4365-9 (Onlinevorschau – Internet Archive).
  - The Illustrated Encyclopedia of Ammunition. Colporteur Press, Sydney, Australien 1985, ISBN 978-0-86399-087-8.
  - (Mit John Weeks): The Illustrated Encyclopedia of  of Military Vehicles. Hamlyn Publishing Group, London 1980, ISBN 978-0-600-33195-7.
  - Allied Artillery of World War One. Ramsbury, Crowood Press., Marlborough 2004, ISBN 1-86126-104-7.
  - Twentieth-century artillery. Friedman/Fairfax, London 2000, ISBN 978-1-58663-299-1.
  - Jane’s Information Group (Hrsg.): Jane's Infantry Weapons 1991–92. Band 17. Coulsdon, Surrey, London 1991, ISBN 978-0-7106-0963-2.